# 野田町 (田原市)
野田町（のだちょう）は、愛知県田原市の地名。139の小字が設置されている。

## 地理
旧田原町西部に位置する。東は大久保町、南は芦町、北は渥美湾に接する。

### 字一覧
字名は以下の通りである。
| - 赤池（あかいけ） - 芦ヶ池（あしがいけ） - 新屋坪（あらやつぼ） - 池下（いけした） - 池田（いけだ） - 石フミ（いしふみ） - 市ノ西屋敷（いちのにしやしき） - 市場（いちば） - 壱本松（いっぽんまつ） - 井戸薮（いどやぶ） - 今池（いまいけ） - 上桜（うえざくら） - 上ノ沢（うえのさわ） - 上ノ山（うえのやま） - 後田（うしろだ） - 宇津口（うづぐち） - 瓜生（うりゅう） - 大荒古（おおあらこ） - 大海道（おおかいどう） - 大札木（おおふだぎ） - 尾ケ坂西（おがさかにし） - 尾ケ坂東（おがさかひがし） - 小川（おがわ） - 尾川（おがわ） - 沖田（おきだ） - 落合（おちあい） - 籠田（かごた） - 柏（かしわ） - 柏坪（かしわつぼ） - 粕海道（かすかいどう） - 神成（かみなり） - 上矢毛（かみやげ） - 上谷田（かみやだ） - カルメン（かるめん） - 木落（きおち） - 北社口（きたしゃぐち） - 北瀬古（きたぜこ） - 北野（きたの） - 公文（くもん） - 栗喰（くりはみ） - 黒ケ谷（くろがたに） - 源助（げんすけ） - 甲田（こうだ） - 五反田（ごたんだ） - コツツコ（こつつこ） - 小山（こやま） - 紺屋敷（こんやしき） - 才ノ神（さいのかみ） | - 坂下（さかした） - 坂瀬古（さかぜこ） - 桜（さくら） - 三軒屋（さんげんや） - 三十門（さんじゅうもん） - 塩谷坪（しおやつぼ） - 下道（したみち） - 地部道（じぶどう） - 城海道（じょうかいどう） - 新宇畑（しんうばた） - 新堀（しんぼり） - 新夕野（しんゆうの） - スルゴ（するご） - ズル沢（ずるさわ） - セキヤシキ（せきやしき） - 瀬戸山（せどやま） - 大門（だいもん） - 田尻（たじり） - 建長平芝（たておさひらしば） - 太夫川（たゆがわ） - 段（だん） - 長代（ちょうしろ） - 長田（ちょうだ） - 長塚（ちょうづか） - 辻瀬古（つじぜこ） - 出口（でぐち） - 寺海道（てらかいどう） - 寺間（てらま） - 天神（てんじん） - 天床（てんどこ） - 堂地（どうち） - ドンド（どんど） - 長尾（ながお） - 仲瀬古（なかぜこ） - 西荒古（にしあらこ） - 西海道（にしかいどう） - 西郷（にしごう） - 西瀬古（にしぜこ） - 西田（にした） - 西野口（にしのぐち） - 西彦田（にしひこた） - 西ひるわ（にしひるわ） - 西山（にしやま） - 西山崎（にしやまざき） - 西山ノ田上り（にしやまのたのぼり） - 西夕野（にしゆうの） - 東野口（ひがしのぐち） - 東彦田（ひがしひこた） | - 東ひるわ（ひがしひるわ） - 東屋敷（ひがしやしき） - 東山ノ田（ひがしやまのた） - 髭地（ひげじ） - 平沢（ひらさわ） - 平芝（ひらしば） - 平芝出口（ひらしばでぐち） - 比留輪（ひるわ） - 広海道（ひろかいどう） - 吹上（ふきあげ） - 細法り（ほそのり） - 宝り海道（ほりかいどう） - 前海道（まえかいどう） - 前田（まえだ） - 馬草（まくさ） - 孫八瀬古（まごはちぜこ） - 間坂（まざか） - 又ノ越（またのこし） - 松下（まつした） - 松ノ木（まつのき） - マトカケ（まとかけ） - 丸海道（まるかいどう） - 三ツ田（みつだ） - 湊田（みなとだ） - 南田（みなみだ） - 南彦田（みなみひこた） - 宮下（みやした） - 宮西（みやにし） - 宮東（みやひがし） - 宮前（みやまえ） - 向海道（むかいかいどう） - 向山（むかいやま） - 元屋敷（もとやしき） - 弥次兵衛（やじべい） - 弥蔵（やぞう） - 弥田（やだ） - 矢田畑（やだばた） - 柳橋（やなぎばし） - 山合口（やまあいぐち） - 山崎東（やまざきひがし） - 山ノ川（やまのかわ） - 山ノ田（やまのた） - 山本（やまもと） |

## 歴史

### 地名の由来
湿地・泥地を意味する「にた」の転訛であるという。

### 沿革
- 永禄年間 - 大久保村が分立[8]。
- 慶長6年 - 宇津江村が分立[8]。
- 1889年（明治22年） - 藩政村の野田村に加え、大久保村・仁崎村・芦村により、渥美郡野田村が発足[8]。藩政村の野田村は同村の大字野田となる[8]。ただし、同年に大久保村が独立している[8]。
- 1955年（昭和30年） - 合併に伴い、野田村大字は田原町大字野田となる[8]。

## 世帯数と人口
2015年（平成27年）10月1日現在の世帯数と人口は以下の通りである。
| 町丁   | 世帯数  | 人口    |
| ------ | ------- | ------- |
| 野田町 | 612世帯 | 2,120人 |

### 人口の変遷
国勢調査による人口の推移
| 2005年（平成17年） | 2,368人 | [ 9 ]  |  |
| 2010年（平成22年） | 2,296人 | [ 10 ] |  |
| 2015年（平成27年） | 2,120人 | [ 2 ]  |  |

## 学区

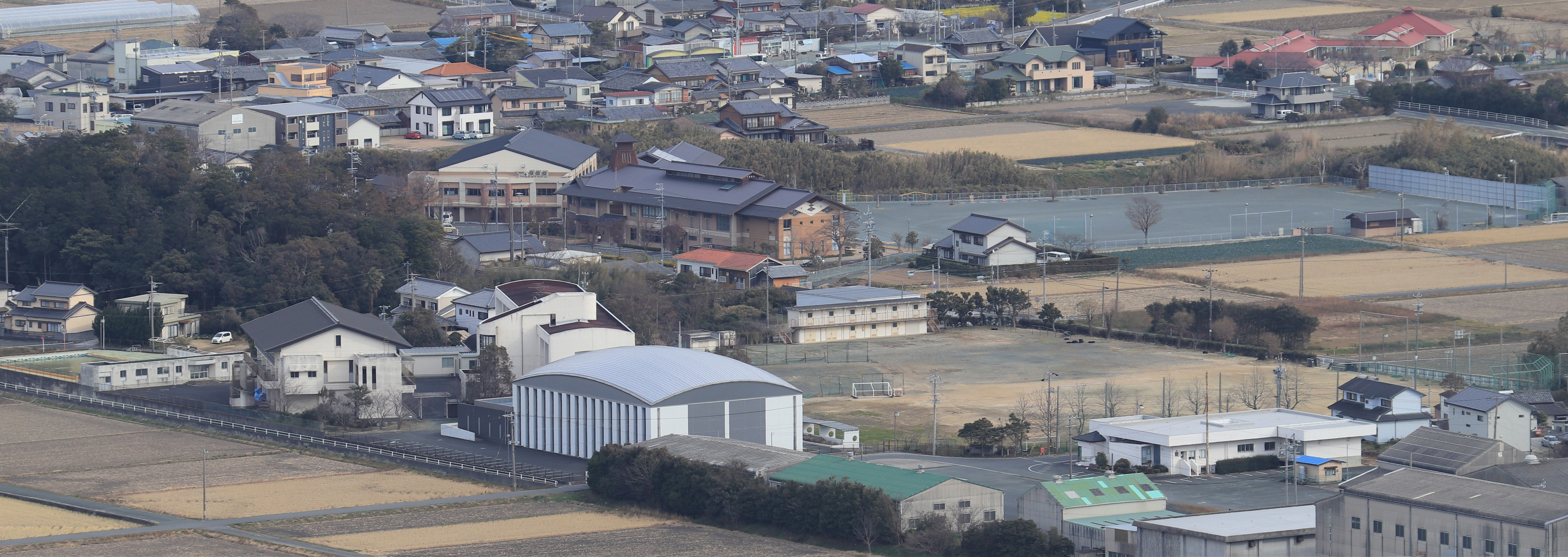
旧田原市立野田中学校（左手前）と田原市立野田小学校（中央）

市立小・中学校に通う場合、学区は以下の通りとなる。また、公立高等学校に通う場合の学区は以下の通りとなる。
| 番・番地等 | 小学校             | 中学校             | 高等学校 |
| ---------- | ------------------ | ------------------ | -------- |
| 全域       | 田原市立野田小学校 | 田原市立田原中学校 | 三河学区 |

## 交通
- 国道259号（田原街道）[13]
- 愛知県道416号赤羽根野田線[13]

## 施設
- 馬草港[13]
- 田原市立野田小学校[13]
- 田原市立野田中学校[13]
- 天神社[13]
- 進雄社[13]
- 三所社[13]
- 秋葉社[13]
- 真宗大谷派円勝寺[13]
- 安楽寺[13]
- 西円寺[13]
- 曹洞宗大福寺[13]
- 運昌寺[13]
- 法光院[13]
- 宝雲寺[13]
- 日蓮宗法華寺[13]

## その他

### 日本郵便
- 郵便番号 : 441-3432[3]（集配局：田原郵便局[14]）。